# Channel Live
Channel Live est un groupe de hip-hop américain, originaire d'East Orange, dans le New Jersey.

## Biographie
Découvert par KRS-One, le duo Channel Live commence sa carrière musicale en 1994 avec le single certifié disque de platine Mad Izm. Le duo publie son premier album studio, Station Identification, en 1995, au label Capitol Records,. L'album est certifié disque d'or. Cette même année, ils publient des singles tels que Sex for Sport et Reprogram, qui ne seront pas aussi bien accueillis que leurs précédents efforts.
Après Station Identification, le groupe continue de faire parler de lui durant les années 1990 et participe à l'album de KRS-One, KRS-One ainsi qu'à la bande originale de Blade.
Le 18 juillet 2000, il publie son second album, Armaghetto, au label Flavor Unit. Le single Wild Out 2K atteint la 48e place des classements musicaux. Il suit par un troisième album le 31 octobre 2006, intitulé Secret Science Rap au label Draft Records.

## Discographie

### Albums studio
- 1995 : Station Identification
- 2000 : Armaghetto
- 2006 : Secret Science Rap